# Conus fucatus
Conus fucatus é uma espécie de gastrópode do gênero Conus, pertencente a família Conidae.